# Човекът от Битър Ридж
„Човекът от Битър Ридж“ (на английски: The Man from Bitter Ridge) е уестърн на режисьора Джак Арнолд, който излиза на екран през 1955 година, с участието на Лекс Баркър, Мара Кордей и Стивън Макнали.

## Сюжет
Джеф Кар е следовател от транспортна компания и престига в град Томахок с цел да изясни кой стои зад серия от дръзки убийства и нападения над дилижанси. Гражданите обвиняват за всичко Алек Блек, предводител на местните фермери - овцевъди. Джеф скоро успява да разбере истината и заедно с Алек започват борба с истинският виновник за престъпленията - местния богаташ Рансън Джакмън, който се опитва да вземе властта на изборите в града, посредством бандата си.

## В ролите
| Актьор         | Роля               |
| -------------- | ------------------ |
| Лекс Баркър    | Джеф Кар           |
| Мара Кордей    | Холи Кентън        |
| Стивън Макнали | Алек Блек          |
| Джон Денер     | Ранс Джакман       |
| Тревър Бардет  | Шериф Уолтър Дънам |
| Рей Тийл       | Шеп Баскъм         |
| Уорън Стивънс  | Линк Джакман       |
| Майрън Хили    | Клем Джакман       |
| Джон Хармън    | Норман Робъртс     |
| Джон Клиф      | Улф Ландърс        |